# کورگو دو بوم خسوس
کورگو دو بوم خسوس (به پرتغالی: Córrego do Bom Jesus) یک منطقهٔ مسکونی در برزیل است که در میناز ژرایس واقع شده‌است. کورگو دو بوم خسوس ۳٬۶۹۴ نفر جمعیت دارد.